# 美しき天然 (唱歌)
美しき天然（うつくしきてんねん）は、佐世保海軍第三代軍楽長の田中穂積作曲、武島羽衣作詞の唱歌。1902年（明治35年）に完成したといわれている。楽譜＆歌詞の初出は、1905年（明治38年）発行の雑誌『音楽』8巻6号（樂友社）。詩の初出は、1901年（明治34年）発行の『新編國語讀本 高等小學校兒童用』巻2（普及舎、武島又次郎（武島羽衣の本名）・小山左文二 合著)　。
当時の高等女学校で唄われたが、以後、1949年（昭和24年）までの学校教科書から姿を消す。
ワルツのテンポでと楽譜に表示されていることから、日本初のワルツとされる。天然の美（てんねんのび）とも呼ばれる。また「美しき」を「うるわしき」と読む人も多いが、歌詞に「うつくしき　この天然の」とあるから「うつくしき」と読む方が正しいと思われる。
なお、本曲が日本最初のヨナ抜き短調曲であるとする文献もあるが、それ以前にも1896年（明治29年）の「新編教育唱歌集」に加えられた「四條畷」（作曲：小山作之助）がヨナ抜き短音階で作成されている。

## 概要

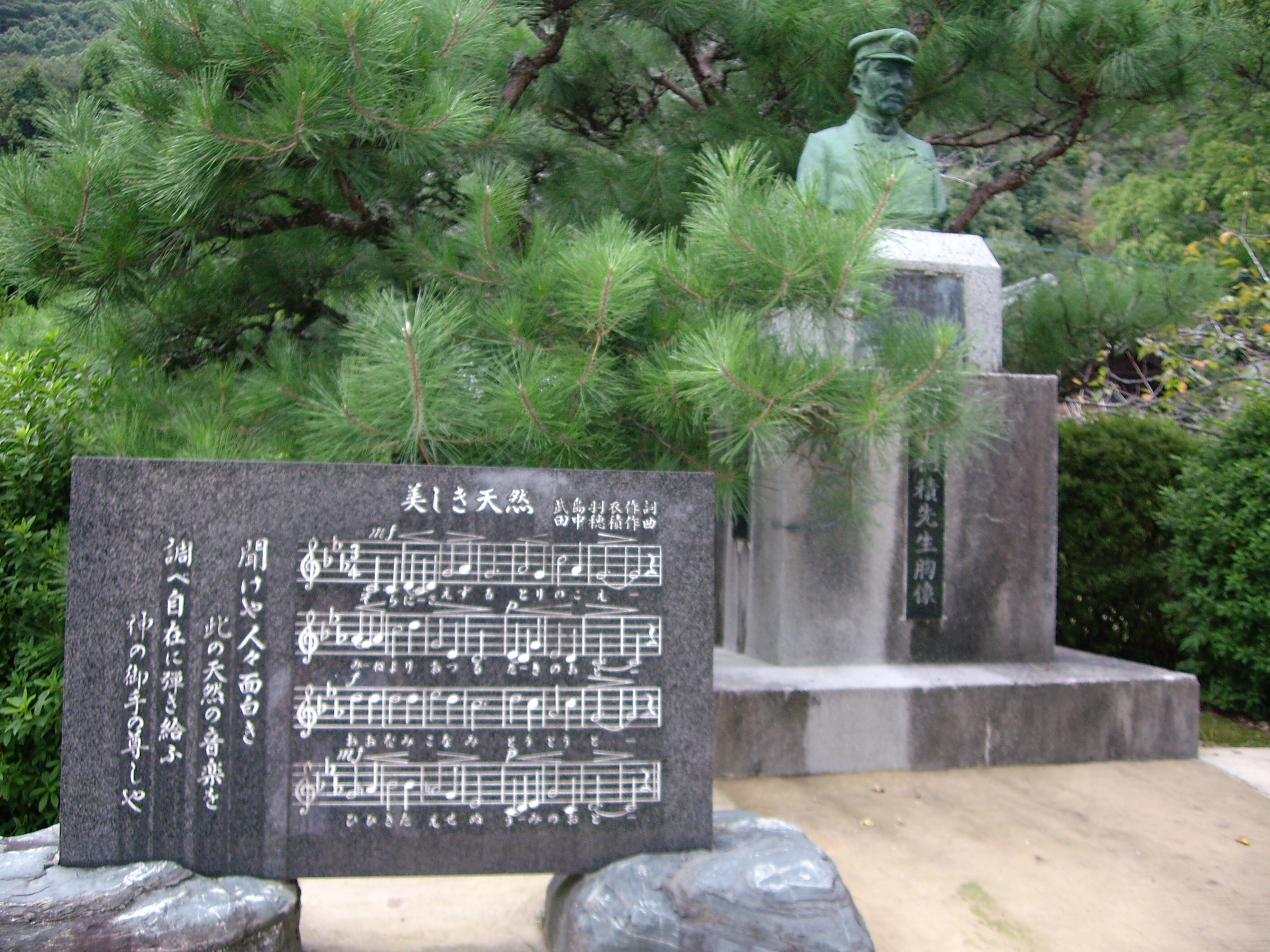
山口県岩国市の吉香公園内にある田中穂積の胸像と「美しき天然」の歌碑。

私立佐世保女学校の音楽教師でもあった田中は、烏帽子岳や弓張岳からの九十九島や佐世保湾など、佐世保の山河の美しい風景に感動し、これを芸術化し世に広めたいと考えていた。そこで、折りよく入手した武島羽衣の詩に作曲し、本曲は誕生した。この武島の詩は佐世保とは無関係であったが、田中の思い描いていた九十九島にぴったりだったという。昭和33年（1958年）、烏帽子岳山頂に顕彰碑が建てられた際には、武島は東京から祝辞を送っている。この曲は、女学校の愛唱歌として地元では長らく親しまれてきたが、広く一般に知れ渡ったのはかなり後のことである。活動写真の伴奏や、サーカスやチンドン屋のジンタとして演奏されたことも、この曲が有名になった大きな要因の一つである。中山晋平は『船頭小唄』で、古賀政男は『サーカスの唄』『影を慕いて』『悲しい酒』でメロディーをほぼ流用しており、日本の歌謡曲のルーツであるともいえる。
作詞の武島羽衣が1967年没、作曲の田中穂積が1904年没なので著作権の保護期間が満了し、歌詞も楽曲もパブリックドメインとなっている。

## 歌詞
1番
空にさえずる鳥の声　峰より落つる滝の音
大波小波どうどうと　響き絶えせぬ海の音
聞けや人々面白き　この天然の音楽を
調べ自在に弾きたもう　神の御手（おんて）の尊しや
2番
春は桜のあや衣　秋は紅葉の唐錦
夏は涼しき月の絹　冬は真白き雪の布
見よや人々美しき　この天然の織物を
手際見事に織りたもう　神のたくみの尊しや
3番
薄雲ひける四方の山　紅匂う横がすみ
海辺はるかにうち続く　青松小砂の美しさ
見よや人々類いなき　この天然のうつし絵を
筆も及ばず描きたもう　神の力の尊しや
4番
朝（あした）に起こる雲の殿　夕べにかかる虹の橋
晴れたる空を見渡せば　青天井に似たるかな
仰げ人々珍しき　この天然の建築を
かく広大に建てたもう　神の御業の尊しや
（『音樂新樂譜』第2集、樂友社、1907）

## 替え歌
『美しき天然』に野口男三郎事件にちなんだ歌詞を乗せた替え歌『夜半の追憶 (男三郎の歌)』が、1906年から1907年にかけて流行した。歌詞は三部作形式で、長さは437行にもなり、ぶっ通しで歌唱しても1時間かかる。